# Modèle de Solow
Pour des articles plus généraux, voir Croissance économique et Croissance exogène.
Le modèle de Solow est un des principaux modèles de la théorie de la croissance économique. Développé indépendamment par Robert Solow et Trevor Swan en 1956, il est un modèle de l'économie néoclassique.

## Présentation

### Croissance par l'accumulation de capital
Le modèle de Solow vise à expliquer la croissance économique grâce à ses déterminants que sont l'accumulation du capital et le facteur travail.
Le modèle s'appuie sur deux courbes majeures : celle de l'augmentation de l'épargne, et donc du capital, et celle de la dépréciation du capital. La dépréciation est représentée par une courbe linéaire, tandis que l'épargne cesse de croître après une certaine quantité dépassée.

### Repoussement de l'état stationnaire par le progrès technique
Parce que le rendement des facteurs est décroissant, et parce qu'il arrive un moment où la dépréciation du capital est plus forte que son augmentation, toute économie atteint à un moment un point où toute augmentation des facteurs de production n'engendrera plus d'augmentation de la production par tête. Ce point correspond à l'état stationnaire, où chaque économie est censée converger à terme.
Solow note toutefois que cette prédiction de son propre modèle est irréaliste. En effet, un facteur jusque là ignoré, le progrès technique, accroît la productivité des facteurs, et rebat constamment les cartes de la croissance. Ce progrès technique empêche une stagnation à l'état stationnaire et repousse les frontières de l'économie. Sur le long terme, donc, la croissance provient du progrès technique.
La faille majeure du modèle de Solow et de Swan est le caractère inexpliqué du progrès technique. Les équations ne permettent pas d'établir ou de déduire son origine. Le progrès est par conséquent exogène au modèle, c'est-à-dire qu'il ne l'explique pas et le considère comme donné (telle une « manne tombée du ciel »). Cela est appelé en économie un « résidu ». Il s'agit du résidu de Solow, qui est calculé en soustrayant au taux de croissance la part due à l'accroissement du capital et la part due à l'accroissement du travail.

## Postulat
Le modèle est basé sur quelques hypothèses plus ou moins fortes, dont notamment les rendements décroissants des facteurs de production. Le caractère décroissant des rendements signifie que l'augmentation des facteurs de production augmente l'output jusqu'à un point où toute augmentation ne permet plus d'augmentation.
D'autres hypothèses sont que la rentabilité du capital est le moteur de l'investissement, et que le taux d'épargne est déterminé de manière exogène au modèle. Le facteur travail et le facteur capital sont substituables.

## Expression mathématique

### Fonction de production
Le modèle part d'une fonction de production agrégée à deux facteurs de production: le capital et le travail.
{\displaystyle \,Y=F(K,AL)}
où
- Y correspond au niveau de production
- K à celui du capital
- L à celui du travail
- A est une constante décrivant le savoir, les connaissances.

A noter que l'introduction de ce facteur A, peut prendre plusieurs formes. Dans notre fonction agrégée ci-dessus, elle est « neutre au sens de Harrod », à savoir qu'elle augmente la quantité de travail effective.
La productivité marginale des facteurs est une fonction positive et décroissante :
{\displaystyle {Pm}_{K}={F}'_{K}>0} et {\displaystyle {\Bigl (}{Pm}_{K}{\Bigr )}'={F}'_{K^{2}}<0}, pareillement pour le facteur travail, L.

### Évolution du stock de travail et de savoir
Le modèle de Solow comprend une évolution du stock de travail ({\displaystyle L}) et du savoir à travers le temps ({\displaystyle A}). Ces deux valeurs sont supposées augmenter à des taux exogènes constants :
{\displaystyle {\frac {{\dot {L}}(t)}{L(t)}}=n}, c'est-à-dire que le stock de travail {\displaystyle L} croît à un taux constant {\displaystyle n}.
Le même raisonnement est adopté pour le savoir {\displaystyle A} : {\displaystyle {\frac {{\dot {A}}(t)}{A(t)}}=\gamma }, où le taux de croissance est ɣ.
La fonction {\displaystyle L(t)} décrit comment croît le stock de travail à travers le temps et dépend du paramètre {\displaystyle n}. La fonction d'accumulation de savoir à travers le temps, admet la même forme fonctionnelle que celle du travail : {\displaystyle A(t)=A_{0}e^{\gamma t}}. Pareillement pour le savoir, le rythme d'accumulation dépend du paramètre gamma ({\displaystyle \gamma }).

### Équation d'épargne
Le modèle de Solow se fonde sur l'équation keynésienne du revenu, où la production est {\displaystyle Y} :
{\displaystyle Y=C+I\,}, où :
- {\displaystyle C} est la consommation ;
- {\displaystyle I} est l'investissement.
- {\displaystyle G} (les dépenses publiques) ne figurent pas car l’État est supposé inexistant.

Soit {\displaystyle S} l'épargne :
{\displaystyle S=Y-C}, où :
- Y est le revenu
- C est la consommation.
- S est le résidu après la consommation du revenu.

{\displaystyle S=Y-C=sY} où {\displaystyle 0<s<1}.

### Équation d'investissement
Le modèle de Solow se base sur l'hypothèse selon laquelle toute l'épargne est mise à disposition des firmes et est donc utilisée pour investir. Cela implique en d'autres termes que l'épargne est égale à l'investissement. Formellement on a :
{\displaystyle S\equiv I=sY}
Le taux d'épargne est ainsi la fraction du revenu allouée à l'investissement. Enfin on suppose qu'une unité de production allouée à l'investissement rapporte une unité de capital.
De plus, on peut établir la consommation et l'investissement par unités effectives de travail. On pose : {\displaystyle c={\frac {C}{AL}}} et {\displaystyle i={\frac {I}{AL}}}. Ainsi nous avons :
{\displaystyle Y=C+I=C+sY\Rightarrow Y={\frac {C}{1-s}}\Leftrightarrow C=(1-s)Y\Rightarrow c=(1-s)k^{\alpha }}
{\displaystyle {\frac {I}{AL}}={\frac {sY}{AL}}\Leftrightarrow i=sk^{\alpha }}

### Dépréciation du capital
Le modèle prend en compte la dépréciation du stock de capital. Pour le représenter, on introduit un facteur dépréciation, {\displaystyle \delta >0} ainsi cette dépréciation est donnée par {\displaystyle \delta K}. Avec l'introduction de cette donnée, on peut donner une formalisation aux variations du stock de capital aussi interprétée comme l'investissement net :
{\displaystyle {\dot {K}}=sY-\delta K}

### Conditions d'Inada
Les conditions d'Inada, du nom de l'économiste japonais Ken-Ichi Inada (en) sont des assertions sur la forme d'une fonction de production garantissant la stabilité de la croissance économique dans le modèle de Solow.
Les six conditions énoncées sont les suivantes :
1. La fonction vaut 0 en 0,
2. La fonction est continûment dérivable,
3. La fonction est strictement croissante,
4. La dérivée seconde de la fonction est négative, la fonction est donc concave,
5. La dérivée tend positivement vers l'infini en 0,
6. La limite de la dérivée en l'infini (positif) est 0.

## Enseignements

### L'équilibre stationnaire
Le modèle de Solow est en équilibre stable, c'est-à-dire que toutes les économies convergeront vers un état d'équilibre de long terme. Le seul déterminant de la vitesse de convergence est le taux d'épargne des agents économiques, {\displaystyle s}. Mathématiquement, les variables par tête n'évolueront plus (notamment {\displaystyle y} et {\displaystyle k}), alors que les variables en niveau continueront d'évoluer à un taux {\displaystyle n}, le taux de croissance démographique.
{\displaystyle {\frac {\Delta Y}{Y}}={\frac {\Delta K}{K}}=n\,}
Le premier enseignement que l'on peut tirer de cette formule est qu'une économie en état de croissance équilibrée voit son activité {\displaystyle Y} croître au même rythme que sa population {\displaystyle n}. Cela rejoint le modèle pessimiste de Harrod. En l'absence d'intervention publique, toutes les économies devraient converger à l'équilibre. La vérification empirique est contrastée : la Chine ou l'Irlande ont montré leur capacité à rattraper les économies occidentales, alors que d'autres économies comme les pays africains ne décollent pas.

### L'appauvrissement de l'économie
Le modèle de Solow met en évidence l'existence d'un lien entre un fort taux démographique et la pauvreté. En effet, une hausse de la démographie, toutes choses égales par ailleurs, entraîne une diminution du capital par tête {\displaystyle k}, ce qui conduit à l'appauvrissement du pays. Cela rejoint l'idée de Malthus.
Un pays en retard de développement qui souhaite entrer dans une phase de rattrapage peut donc atteindre le sentier de la croissance équilibrée en accumulant du capital afin d'augmenter le capital par tête, ce qui nécessite que le taux d'augmentation du capital per capita soit supérieur au taux de croissance démographique.

### L'enrichissement de l'économie
D'autre part, une hausse du taux d'épargne {\displaystyle s}, toutes choses égales par ailleurs, entraînera une hausse du capital par tête {\displaystyle k}, une hausse du niveau de richesse par tête {\displaystyle y_{t}} et donc une hausse de {\displaystyle Y_{t}}. L'économie va donc connaître une période transitoire à plus forte croissance, avant de retrouver un nouvel équilibre. Rappelons que le taux d'épargne {\displaystyle s} n'influence pas le taux de croissance de long terme, seulement la vitesse de convergence à l'état stationnaire.
La règle d'or de Phelps, dite parfois règle d'or de l'accumulation, stipule que le taux d'épargne optimal, qui maximise la consommation en équilibre stationnaire, est égal au niveau de la part du profit dans le revenu national (s = α).

## Débats et critiques

### Irréalisme des hypothèses
Le modèle de Solow et de Swan est construit sur des hypothèses simplificatrices. Cela amène Joan Robinson à ironiser sur le caractère peu réaliste de ces hypothèses en parlant de « royaume de Solowie » pour désigner la propension d'économistes à prendre à la lettre les conclusions du modèle.

### Intérêt du modèle
Les économistes Gregory Mankiw, David Romer et David Weil reconnaissent l'intérêt du modèle de Robert Solow pour comprendre les relations entre épargne, croissance de la population et revenu. Dans leurs travaux de recherche, ils ont démontré que bien que simple, le modèle de Solow donnait des résultats « remarquables » pour expliquer les différences de richesses entre les pays riches et les pays pauvres.

### Évolution du modèle
Du fait de la faille principale du modèle, qui est l'exogénéité du progrès technique, plusieurs économistes postérieurs à Solow et à Swan ont travaillé sur des modèles de croissance dite endogène au cours des années 1980. Les modèles endogènes endogénéisent le progrès, c'est-à-dire qu'ils expliquent logiquement au sein du système d'équations son origine.
Aussi, à partir des fonctions de Cobb-Douglas, les économistes Robert Ayres, puis Benjamin Warr, de l'INSEAD, ont développé leur théorie de la croissance du travail utile. Elle montre que le rendement de la conversion de l'énergie primaire en travail utile (exergie), est une bonne mesure du résidu de Solow, ou progrès technique. Elle montre aussi qu'historiquement, ce travail utile a été le plus grand contributeur à la croissance économique,.
D'autres modèles étendent le modèle de Solow en ajoutant des facteurs autres que le progrès technique à la fonction de production. Par exemple, Daniel Khazzoom et Leonard Brookes considèrent la production économique comme une fonction du capital, du travail et de l'énergie, conduisant au paradoxe sur l'efficacité énergétique aujourd'hui connu sous le nom de postulat de Khazzoom-Brookes.

### Sources
- (en) Cet article est partiellement ou en totalité issu de l’article de Wikipédia en anglais intitulé « Inada Conditions » (voir la liste des auteurs).

- Cet article est partiellement ou en totalité issu de l'article intitulé « Conditions d'Inada » (voir la liste des auteurs).